# اندیس دزخ دره
دزخ دره یک اندیس فلزی است که در حوالی شهر چادر ملو استان یزد قرار دارد و مادهٔ معدنی موجود در آن، اورانیوم است.  